# Gary Chang
Gary Kington Chang (Minneapolis, Minnesota, 22 de fevereiro de 1953) é um compositor estadunidense.

## Carreira
Amigo e colaborador de John Frankenheimer, Chang trabalhou com a parceria com ele de 1986 a 2002, por exemplo: Armadilha Fatal (52 Pick-Up) (1986) (o primeiro filme da parceria Chang e Frankenheimer), Morto a Tiro (Dead Bang) (1989), Prisioneiros: A Revolta (Against the Wall) (1994), Amazónia a Ferro e Fogo (The Burning Season) (1994), Andersonville (Andersonville) (1996), A Ilha do Dr. Moreau (The Island of Dr. Moreau) (1996), George Wallace (George Wallace) (1997) e Caminho para a Guerra (Path to War) (2002) (o último filme da parceria Chang e Frankenheimer).